# Wapen van Zuidwolde

Wapen van Zuidwolde

Het wapen van Zuidwolde bestaat uit een ontwerp van G.A. Bontekoe van de voormalige gemeente Zuidwolde. De beschrijving luidt: 
"Omgekeerd gemanteld en ingebogen: boven van keel, bezaaid met eikeblaadjes van zilver, beneden in goud drie adelaars van sabel, gebekt, getongd en gepoot van keel. Het schild gedekt met een gouden kroon van drie bladeren en twee paarlen; schildhouders : twee wildemannen, omkranst en omgord met loof, in de vrije hand een knods over den schouder houdende, alles van natuurlijke kleur."

## Geschiedenis
De adelaars zijn ontleend aan het uitgestorven geslacht Van Echten, heren van de belangrijkste van de vier Drentse heerlijkheden. De eikenbladen refereren aan de naam "Kerkenbos" zoals Zuidwolde ook wel genoemd wordt. Dit gedeelte van het wapen werd bewust op de achtergrond gebracht, middels de zeldzame schildindeling, omgekeerd gemanteld, om het wapen van Van Echten niet hinderlijk aan te tasten. De wildemannen herinneren aan de prehistorische vondsten die in de gemeente werden gedaan. Het wapen werd aan de gemeente verleend bij het Koninklijk Besluit van 6 juli 1937. In 1998 ging de gemeente deels op in de gemeenten De Wolden  en Hoogeveen. Er werden geen elementen overgenomen in de wapens van deze gemeenten.